# Закутневский сельский совет (Харьковская область)
Закутневский сельский совет — входит в состав Первомайского района Харьковской области Украины.
Административный центр сельского совета находится в селе Закутневка.

## История
- 1918 — дата образования.

## Населённые пункты совета
- село Закутневка
- село Веселое